# Humularia descampsii
Humularia descampsii är en ärtväxtart som först beskrevs av De Wild. och Théophile Alexis Durand, och fick sitt nu gällande namn av Paul Auguste Duvigneaud. Humularia descampsii ingår i släktet Humularia och familjen ärtväxter. Inga underarter finns listade i Catalogue of Life.